# Xeropigo smedigari
Xeropigo smedigari is een spinnensoort uit de familie van de loopspinnen (Corinnidae).
De wetenschappelijke naam van de soort werd in 1955 als Corinna smedigari gepubliceerd door Lodovico di Caporiacco.